# تهانينا (اغنية كليف ريتشارد)
تهانينا (بالإنجليزية: Congratulations)‏ أغنية سجلها المغني البريطاني كليف ريتشارد. الأغنية كتبها بيل مارتن وفيل كولتر. اشتهرت الأغنية لكونها مثل المملكة المتحدة في مسابقة الأغنية الأوروبية «يوروفيجن» عام 1968، والتي عقدت في لندن.

## خلفية الأغنية
كان نوري بارامور هو من قام بتوزيع موسيقى الأغنية وقيادة الاوركسترا وإنتاجها، وكان أيضًا المدير الموسيقي للمسابقة التي أقيمت في رويال ألبرت هول بلندن. كتب فيل كولتر الأغنية في الأصل باسم «اعتقد اني احبك I Think I Love You»، ولكنه لم يكن متأكدًا من كلمات الأغنية واجتمع مع بيل مارتن الذي غير عنوان الأغنية إلى «تهانينا».
حققت الأغنية شهرة كبيرة على الفور في المملكة المتحدة وأصبحت الأغنية رقم واحد، وفي يوم المسابقة، كانت المرشح المفضل للفوز، لدرجة أن الصحافة البريطانية كانت تطرح السؤال التالي: (ما الأغنية التي ستأتي في المركز الثاني بعد«تهانينا»؟)، ولكن جائت الأغنية في المرتبة الثانية، حيث خسرت بفارق صوت واحد فقط لصالح ماسيل الذي يمثل إسبانيا بأغنية «لا لا لا».
اصدر كليف ريتشارد بالإضافة للنسخة الإنجليزية، نسخات للأغنية باللغات الفرنسية والألمانية والأسبانية.
لا تزال الأغنية شائعة وتم اختيارها لتتصدر عرض الاحتفال بمرور 50 عامًا على مسابقة «اليوروفيجن»، والذي سمي باسم الأغنية: (تهانينا: 50 عامًا من مسابقة الأغنية الأوروبية). قام ريتشارد أيضًا بأداء الأغنية كجزء من الاحتفال الخمسين بذكرى «يوم النصر في أوروبا»، في عام 1995، على الرغم من أنها كتبت بعد فترة طويلة من نهاية الحرب العالمية الثانية.
أغنية جورج هاريسون «إنه عيد ميلاد جوني It's Johnny's Birthday» من ألبومه «كل الامور يجب ان تنقضي All Things Must Pass» عام 1970  مبنية على هذه الأغنية. قدم المؤلفان مارتن وكولتر دعوى في ديسمبر 1970 ضد هاريسون واعتبروا أرباح ألبوم هاريسون ترجع إلى مساهمتهما.

## الأغنية على القوائم العالمية
احتلت الأغنية المركز الأول في: بلجيكا (قائمة الخمسين الأولى في فلاندرز) و (قائمة الخمسين الأولى في والونيا) – الدنمارك – ايرلندا – هولندا – النرويج – إسبانيا – المملكة المتحدة.
احتلت الأغنية المركز الثاني في: النمسا – نيوزيلندا – سويسرا.
احتلت الأغنية المركز الثالث في: فنلندا – ألمانيا.
احتلت الأغنية المركز الرابع في: أستراليا – جنوب أفريقيا.

## كلمات الأغنية
تهاني واحتفالات Congratulations and celebrations
عندما أخبر الجميع أنك تحبيني When I tell everyone that you're in love with me
تهاني وابتهاج Congratulations and jubilations
أريد العالم أن يعرف أنني سعيدًا أكثر ما يمكن I want the world to know I'm happy as can be
من يصدق أنني يمكن أن أكون سعيدًا وراضيًا Who could believe that I could be happy and contented
كنت أعتقد أن السعادة لا تُخترع I used to think that happiness hadn't been invented
لكن ذلك كان في الأيام الخوالي السيئة قبل أن ألتقي بك But that was in the bad old days before I met you
عندما سمحت لك بالدخول إلى قلبي When I let you walk into my heart
تهانينا Congratulations
كنت خائفًا من أنك ربما تعتقدِ أنك فوقي I was afraid that maybe you thought you were above me
أنني كنت أخدع نفسي فقط لأظن أنك تحبيني That I was only fooling myself to think you loved me
ولكن بعد تلك الليلة قلت أنك لا تستطيع العيش بدوني But then tonight you said you couldn't live without me
تلك الجولة كانت لي، لقد أردتِ البقاء That round about me, you wanted to stay
تهانينا Congratulations

## وصلات خارجية
https://www.songfacts.com/facts/cliff-richard/congratulations تهانينا (أغنية كليف ريتشارد)
https://www.allmusic.com/song/congratulations-mt0030090589 تهانينا (أغنية كليف ريتشارد)